# Сьер, Леон
Леон Сьер (фр. Léon Scieur; 18 марта 1888, Флорен, Бельгия — 7 октября 1969, Флорен, Бельгия) — бельгийский профессиональный шоссейный велогонщик. Победитель велогонки «Тур де Франс» (1921). 

## Достижения
1911
10-й Льеж — Бастонь — Льеж
1913
1-й — Этап 7 Тур Бельгии
10-й Париж — Тур
1919
4-й Тур де Франс — Генеральная классификация
9-й Париж — Брюссель 
1920
1-й Льеж — Бастонь — Льеж
4-й Тур де Франс — Генеральная классификация
1-й — Этап 11
1921
1-й  Тур де Франс — Генеральная классификация
1-й — Этапы 3 и 10
3-й Париж — Рубе
1922
3-й Giro della Provincia Milano 
8-й Париж — Рубе
1923
5-й Льеж — Бастонь — Льеж

## Статистика выступлений

### Гранд-туры
| Гранд-тур                | 1914 | 1915-1918 | 1919 | 1920 | 1921 | 1922 | 1923 | 1924 |
| ------------------------ | ---- | --------- | ---- | ---- | ---- | ---- | ---- | ---- |
| (с 1919 - ) Тур де Франс | 14   | НП        | 4    | 4    | 1    | НФ   | НФ   | НФ   |

| НП | Соревнование не проводилось (Первая мировая война) |
| НФ | Не финишировал                                     |